# New criticism
New criticism ("Nueva crítica", en idioma inglés) o formalismo norteamericano es una corriente de la teoría literaria del siglo XX, originada en el sur de los Estados Unidos. Propone una lectura "interior" del texto (close reading), que preste particular atención a sus ambigüedades y contradicciones internas, propiamente lingüísticas y literarias, con la voluntad de excluir los componentes históricos y psicológicos de los estudios literarios, en la creencia de que hay que analizar la obra en sí, lo que era en gran medida la clave del formalismo ruso. [cita requerida] En reacción clara a este movimiento surgió, años más tarde, el neohistoricismo. [cita requerida]
Las obras del académico de la Universidad de Cambridge Ivor Armstrong Richards, especialmente su Crítica práctica, Los principios de la crítica literaria y El significado del significado, que ofrecían lo que se pretendía un enfoque científico empírico, fueron importantes para el desarrollo de una metodología de la Nueva Crítica. Cleanth Brooks, John Crowe Ransom y William K. Wimsatt también hicieron contribuciones significativas a la Nueva Crítica. Fue Wimsatt quien dio las ideas de falacia intencional y falacia afectiva. También fueron muy influyentes los ensayos críticos de T. S. Eliot, como «La tradición y el talento individual» y «Hamlet y sus problemas», en los que Eliot desarrolló sus nociones de «teoría de la impersonalidad» y «correlativo objetivo» respectivamente. [cita requerida] Los juicios valorativos de Eliot, como su condena de John Milton y John Dryden, su gusto por los llamados poetas metafísicos y su insistencia en que la poesía debe ser impersonal, influyeron enormemente en la formación del canon de la Nueva Crítica. [cita requerida]

## Historia, concepto y evolución
Es un movimiento formalista que surge en Estados Unidos entre la década de 1930 y 1940 y ganó importancia entre 1940 y 1960, alcanzando la máxima representación en la enseñanza americana. John Crowe Ranson le da nombre al movimiento en The New Criticism (1941), un libro sobre Yvor Winters y T. S. Eliot, entre otros. Es una escuela independiente del formalismo ruso, aunque se sitúa en la misma línea de inmanentismo crítico; se diferencia del formalismo ruso en que van más allá de él buscando lo humano universal, no lo humano individual. Pero el poema es impenetrable racionalmente y se concibe orgánicamente (no hay separación entre forma y contenido).
Entre los autores principales del movimiento new criticism están una serie de críticos estadounidenses e ingleses muy diferentes entre sí (pues no constituyen una escuela propiamente dicha): T. S. Eliot, F. R. Leavis, I. A. Richards, Charles Kay Ogden, W. K. Wimsatt, William Empson, Robert Penn Warren, John Crowe Ransom, Cleanth Brooks etc.
En los años treinta, con independencia de lo que pasaba en la Europa continental y lo que había pasado en el formalismo ruso y checo, hay una serie de autores que se plantean una crítica profesoral, es decir, una crítica literaria que fuera transmisible de profesor a alumno y pudiera educar el gusto para distinguir lo que es buena literatura de lo que no lo es. Las primeras tendencias giran alrededor del nombre de John Crowe Ransom. Este autor denunciaba que la crítica académica estaba más preocupada por la erudición histórica que por la "técnica" de la poesía; por otro lado, esta escuela y estos primeros autores –precedentes del que será llamado new criticism- ven con preocupación el nacimiento de una crítica literaria marxista en Estados Unidos.
La crítica de T. S. Eliot, coherente con su concepción de la poesía, representará un papel importante en esta corriente crítica. Eliot defiende que sólo puede ser buen crítico aquel que tiene capacidad de creador, prejuicio que será atacado por el new criticism y que suele estar presente en los críticos que son a la vez creadores. Las aportaciones de Eliot a esta corriente son básicamente dos:
- 1) Una teoría de la objetividad: la crítica literaria se interesa por la poesía con independencia de la biografía del autor y con independencia de la historia. El conocimiento del poema será, pues, ahistórico. Todas las obras literarias pertenecerían a una misma tradición: a la tradición de las obras logradas.

- 2) Una teoría del correlato objetivo: ese descubrimiento que lleva a una obra lograda necesita un trasvase lingüístico adecuado. Un poema puede fallar, pues, por dos causas: porque no hay ningún descubrimiento, o bien porque, aunque se dé tal descubrimiento, el autor no sepa darle forma lingüística adecuada.

El denominador común de los autores del new criticism fue sistematizado por William K. Wimsatt en una serie de puntos que critican algunos supuestos de los estudios literarios tradicionales:
1. Falacia intencional: consiste en creer que se puede identificar el valor externo del poema, lo que el poema es, con lo que el autor quiere que sea, con lo que el autor quiere decir. Así, el objeto de la crítica tiende a desaparecer. Dejaría de ser el poema para pasar a ser el autor. Por eso, en las investigaciones literarias hay que distinguir entre un posible estudio psicológico del autor, que puede dar lugar a una tipología de autores, y un estudio de poética, que ha de centrarse en el poema mismo.
2. Falacia afectiva o psicológica: consiste en afirmar que el valor del poema o lo que quiere decir el poema depende del lector. Si la falacia intencional derrota por el lado de la psicología del autor, la afectiva se excede por el lado de la psicología del lector. Si la primera llevaba a un estudio fuera del texto, la segunda lleva a un relativismo total: si resulta que la entidad del poema depende de lo que el lector encuentra en él, es posible, en consecuencia, que cada lector encuentre algo distinto.
3. Falacia biografista: el new criticism se desentiende de los aspectos biográficos de los autores. La experiencia del autor y su intención en el momento de la escritura carecen del mínimo interés. El poema es, antes que nada, un objeto de dominio público.
4. Falacia del mensaje: la que considera que la obra literaria fundamenta su valor en el ser transmisora de doctrinas particulares y que considera misión de la crítica sacar a la luz esas doctrinas implicadas en el texto. El new criticism denuncia la falacia por considerar que si el valor literario estuviera fundamentado en el sustrato ideológico, entonces lo que tendría más valor desde este punto de vista sería un tratado cualquiera. Se acepta, pues, el lema de que «un poema no debería significar, sino ser».

La doctrina de los nuevos críticos conduce a una conclusión próxima a la de los formalistas rusos en el sentido de abolir la tradicional diferencia entre una forma y un fondo. No es posible separar ambos conceptos puesto que los elementos de contenido reciben una elaboración formal y los elementos significantes reciben valores de significación o contenido. En el new criticism se llega a hablar de materiales, tanto de forma como de fondo, y de construcción a través de la cual se constituye el poema. En esto coincide con el formalismo ruso, pero se diferencia en todo lo demás. Si el new criticism opina que la construcción en el poema es algo a cuyo servicio está la manipulación, el formalismo ruso piensa que lo que constituye el poema es, precisamente, la manipulación, es decir, la literariedad.

## Crítica
Con frecuencia se ha alegado que el New criticism trataba los textos literarios como autónomos y divorciados del contexto histórico, y que sus practicantes estaban "desinteresados por el significado humano, la función social y el efecto de la literatura" 
Indicativo de la escuela teórica del lector-respuesta, Terence Hawkes escribe que la técnica fundamental de la lectura atenta se basa en la suposición de que "el sujeto y el objeto de estudio -el lector y el texto- son formas estables e independientes, en lugar de productos del proceso inconsciente de significación", suposición que identifica como la "ideología del humanismo liberal", que se atribuye a los Nuevos Críticos, a quienes "se acusa de intentar disfrazar los intereses en juego en sus procesos críticos. " Para Hawkes, lo ideal sería que se considerara que un crítico "[crea] la obra acabada mediante su lectura de la misma, y [no] permanece simplemente como un consumidor inerte de un producto 'ya hecho'."
En respuesta a críticos como Hawkes, Cleanth Brooks, en su ensayo "The New Criticism" (1979), argumentó que el New criticism no era diametralmente opuesto a los principios generales de la teoría del lector-respuesta y que ambas podían complementarse. Por ejemplo, afirmó: "Si algunos de los Nuevos Críticos han preferido hacer hincapié en la escritura más que en el escritor, también han hecho menos hincapié en el lector, en la respuesta del lector a la obra. Sin embargo, nadie en su sano juicio podría olvidar al lector. Es esencial para "realizar" cualquier poema o novela. ... Sin duda, merece la pena estudiar la respuesta del lector". Sin embargo, Brooks matiza sus elogios a la teoría de la respuesta del lector señalando sus limitaciones: "Poner el significado y la valoración de una obra literaria a merced de todos y cada uno de los individuos [lectores] reduciría el estudio de la literatura a la psicología del lector y a la historia del gusto".

## Derivaciones
El análisis temático-estructural del hispanismo británico ejercido sobre el teatro del Siglo de Oro es un procedimiento derivado de la Nueva Crítica; derivó de Edward M. Wilson, fue consolidado por Alexander A. Parker y completado por Robert Pring-Mill. [cita requerida]

## Textos importantes
- Los libros de Richards Principios de crítica literaria (The Principles of Literary Criticism[8]) y Crítica práctica (Practical Criticism)
- El libro de William Empson Siete tipos de ambigüedad (Seven Types of Ambiguity[9])
- Los ensayos de T.S. Eliot La tradición y el talento individual (Tradition and the individual talent, 1920,[10]) y Hamlet y sus problemas[11]
- El libro de John Crowe Ransom The New Criticism[12]
- Los ensayos de Ransom "Criticism, Inc" [cita requerida] y "The Ontological Critic" [cita requerida]
- El ensayo de Allen Tate "Miss Emily y el bibliógrafo"[13]
- Los ensayos de Wimsatt y Beardsley "La falacia intencional" y "La falacia afectiva"[14] [15]
- El libro de Brooks The Well Wrought Urn: Studies in the Structure of Poetry[16]
- El ensayo de Robert Penn Warren "Poesía pura e impura" [17]
- El libro de René Wellek y Austin Warren Teoría de la Literatura [18]